# Acidente do Tupolev Tu-154 da Força Aérea Polonesa
Em 10 de abril de 2010 um Tupolev Tu-154M do 36.º Regimento Especial de Aviação da Força Aérea Polonesa que transportava o presidente da Polônia Lech Kaczyński, juntamente com membros do governo polonês e da Assembleia Nacional, comandantes militares bem como outros dignitários do país, se acidentou próximo à Base Aérea de Smolensk, nos arredores da cidade de Smolensk, na Rússia, matando todos a bordo. Os passageiros estavam se deslocando para um evento em memória do 70º aniversário do massacre de Katyn.

## O acidente
Às 10h56 da hora de Moscou, (06h56 UTC), o Tupolev Tu-154, que levava o presidente polonês Lech Kaczynski e muitas figuras de estado acidentou-se perto de Smolensk, na Rússia. O presidente Kaczynski e comitiva dirigiam-se para a cerimônia de comemoração do 70.º aniversário do massacre de Katyn. A aeronave transportava 85 passageiros mais a tripulação.
O acidente aconteceu a 1,5 quilômetro do aeroporto devido a condições de nebulosidade na zona. O governador do Óblast de Smolensk, Sergei Antufiev, confirmou para a cadeia noticiosa Rossiya 24 que não havia sobreviventes do acidente. O avião atingiu as copas de árvores, bateu no solo e caiu em múltiplos pedaços. A bordo também se encontrava o governador do Banco Nacional da Polónia, Sławomir Skrzypek, o chefe do exército polonês Franciszek Gągor e o vice-ministro dos Negócios Estrangeiros Andrzej Kremer.

### Causas
O relatório das autoridades polacas sobre a queda do avião aponta culpas aos pilotos polacos e também os controladores aéreos russos.
As fontes oficiais transmitem que o acidente aéreo deveu-se a uma mistura de ordens erradas do controlador de tráfego aéreo russo e a falta de preparação da tripulação. O piloto teria demorado bastante tempo a abortar uma primeira tentativa de aterragem de emergência. A escassa visibilidade no aeroporto de Smolensk também contribuiu para a tragédia.
No entanto a jornalista austríaca Jane Bürgermeister que investigou este estranho falecimento colectivo, onde praticamente nenhum chefe-de-estado ou chefe de governo de países mais influentes compareceu ao seu funeral, apresenta que foi um acto de sabotagem e não um simples acidente.

## Passageiros notáveis

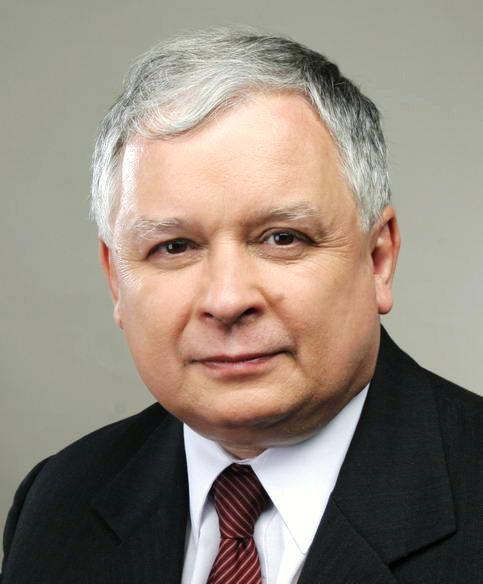
Lech Kaczyński, presidente da Polônia.

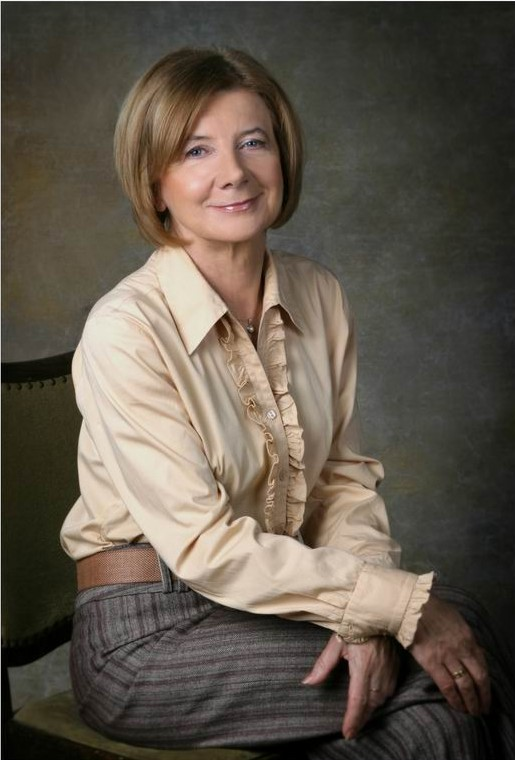
Maria Kaczyńska, primeira-dama da Polônia.

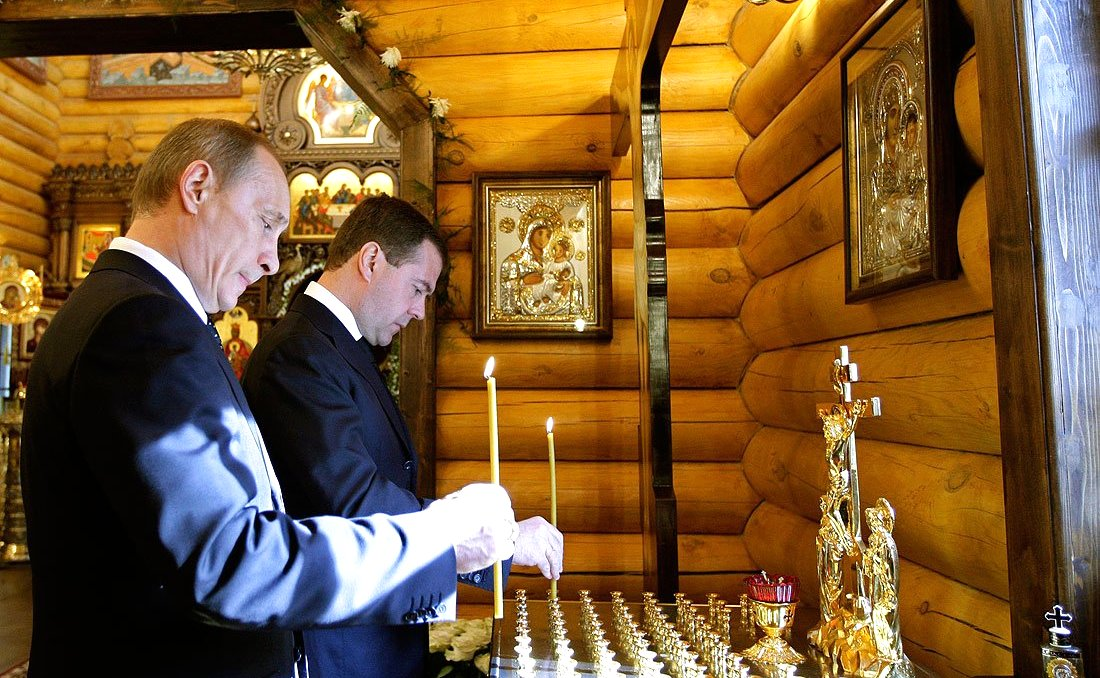
Vladimir Putin e Dmitri Medvedev prestam homenagem aos mortos no acidente.

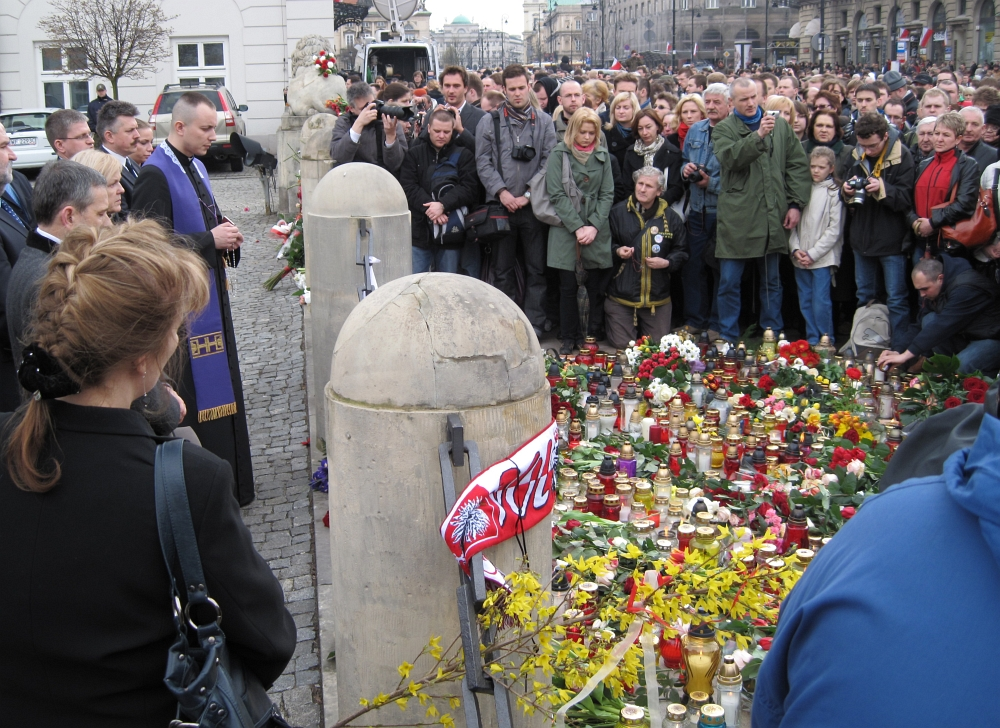
Manifestação pública diante do Palácio Presidencial de Varsóvia.

| Nome                     | Profissão ou motivo de reconhecimento | Nacionalidade | Ano de nasc. | Ref    |
| ------------------------ | ------------------------------------- | ------------- | ------------ | ------ |
| Aleksander Szczygło      | Político                              | Polónia       | 1963         | [ 9 ]  |
| Aleksandra Natalli-Świat | Política                              | Polónia       | 1959         | [ 10 ] |
| Andrzej Błasik           | Militar                               | Polónia       | 1962         | [ 10 ] |
| Andrzej Karweta          | Militar                               | Polónia       | 1958         | [ 10 ] |
| Andrzej Kremer           | Político                              | Polónia       | 1961         | [ 10 ] |
| Andrzej Przewoźnik       | Político                              | Polónia       | 1963         | [ 10 ] |
| Anna Walentynowicz       | Política                              | Polónia       | 1929         | [ 10 ] |
| Arkadiusz Rybicki        | Político                              | Polónia       | 1953         | [ 10 ] |
| Bronisław Kwiatkowski    | Militar                               | Polónia       | 1950         | [ 10 ] |
| Edward Wojtas            | Político                              | Polónia       | 1955         | [ 10 ] |
| Franciszek Gągor         | Militar                               | Polónia       | 1951         | [ 9 ]  |
| Grażyna Gęsicka          | Política                              | Polónia       | 1951         | [ 10 ] |
| Grzegorz Dolniak         | Político                              | Polónia       | 1960         | [ 10 ] |
| Izabela Jaruga-Nowacka   | Política                              | Polónia       | 1950         | [ 10 ] |
| Janina Fetlińska         | Política                              | Polónia       | 1952         | [ 10 ] |
| Janusz Kochanowski       | Diplomata                             | Polónia       | 1940         | [ 10 ] |
| Janusz Kurtyka           | Historiador                           | Polónia       | 1960         | [ 10 ] |
| Janusz Zakrzeński        | Ator                                  | Polónia       | 1936         | [ 10 ] |
| Jerzy Szmajdzinski       | Político                              | Polónia       | 1952         | [ 9 ]  |
| Joanna Agacka-Indecka    | Advogada                              | Polónia       | 1964         | [ 10 ] |
| Jolanta Szymanek-Deresz  | Política                              | Polónia       | 1954         | [ 9 ]  |
| Kazimierz Gilarski       | Militar                               | Polónia       | 1953         | [ 10 ] |
| Krystyna Bochenek        | Política                              | Polónia       | 1953         | [ 9 ]  |
| Krzysztof Putra          | Político                              | Polónia       | 1957         | [ 10 ] |
| Lech Kaczyński           | Presidente de seu país                | Polónia       | 1949         | [ 9 ]  |
| Leszek Deptuła           | Político                              | Polónia       | 1953         | [ 10 ] |
| Maciej Płażyński         | Político                              | Polónia       | 1958         | [ 10 ] |
| Maria Kaczyńska          | Primeira-dama                         | Polónia       | 1942         | [ 10 ] |
| Mariusz Handzlik         | Diplomata                             | Polónia       | 1965         | [ 9 ]  |
| Mariusz Kazana           | Diplomata e político                  | Polónia       | 1960         | [ 10 ] |
| Miron Chodakowski        | Religioso                             | Polónia       | 1957         | [ 9 ]  |
| Paweł Wypych             | Político                              | Polónia       | 1968         | [ 10 ] |
| Piotr Nurowski           | Tenista e dirigente esportivo         | Polónia       | 1945         | [ 10 ] |
| Przemysław Gosiewski     | Político                              | Polónia       | 1964         | [ 10 ] |
| Ryszard Kaczorowski      | Político                              | Polónia       | 1919         | [ 9 ]  |
| Ryszard Rumianek         | Religioso                             | Polónia       | 1947         | [ 10 ] |
| Sebastian Karpiniuk      | Político                              | Polónia       | 1972         | [ 10 ] |
| Sławomir Skrzypek        | Economista                            | Polónia       | 1963         | [ 10 ] |
| Stanisław Komornicki     | Militar                               | Polónia       | 1924         | [ 10 ] |
| Stanisław Komorowski     | Político                              | Polónia       | 1953         | [ 10 ] |
| Stanisław Zając          | Político                              | Polónia       | 1949         | [ 10 ] |
| Tadeusz Buk              | Militar                               | Polónia       | 1960         | [ 10 ] |
| Tadeusz Płoski           | Militar e bispo                       | Polónia       | 1956         | [ 10 ] |
| Tomasz Merta             | Político                              | Polónia       | 1965         | [ 10 ] |
| Wiesław Woda             | Político                              | Polónia       | 1946         | [ 10 ] |
| Władysław Stasiak        | Político                              | Polónia       | 1966         | [ 10 ] |
| Włodzimierz Potasiński   | Político                              | Polónia       | 1956         | [ 10 ] |
| Wojciech Seweryn         | Escultor                              | Polónia       | 1939         | [ 10 ] |
| Zbigniew Wassermann      | Político                              | Polónia       | 1949         | [ 10 ] |